# Рейнісдрангар

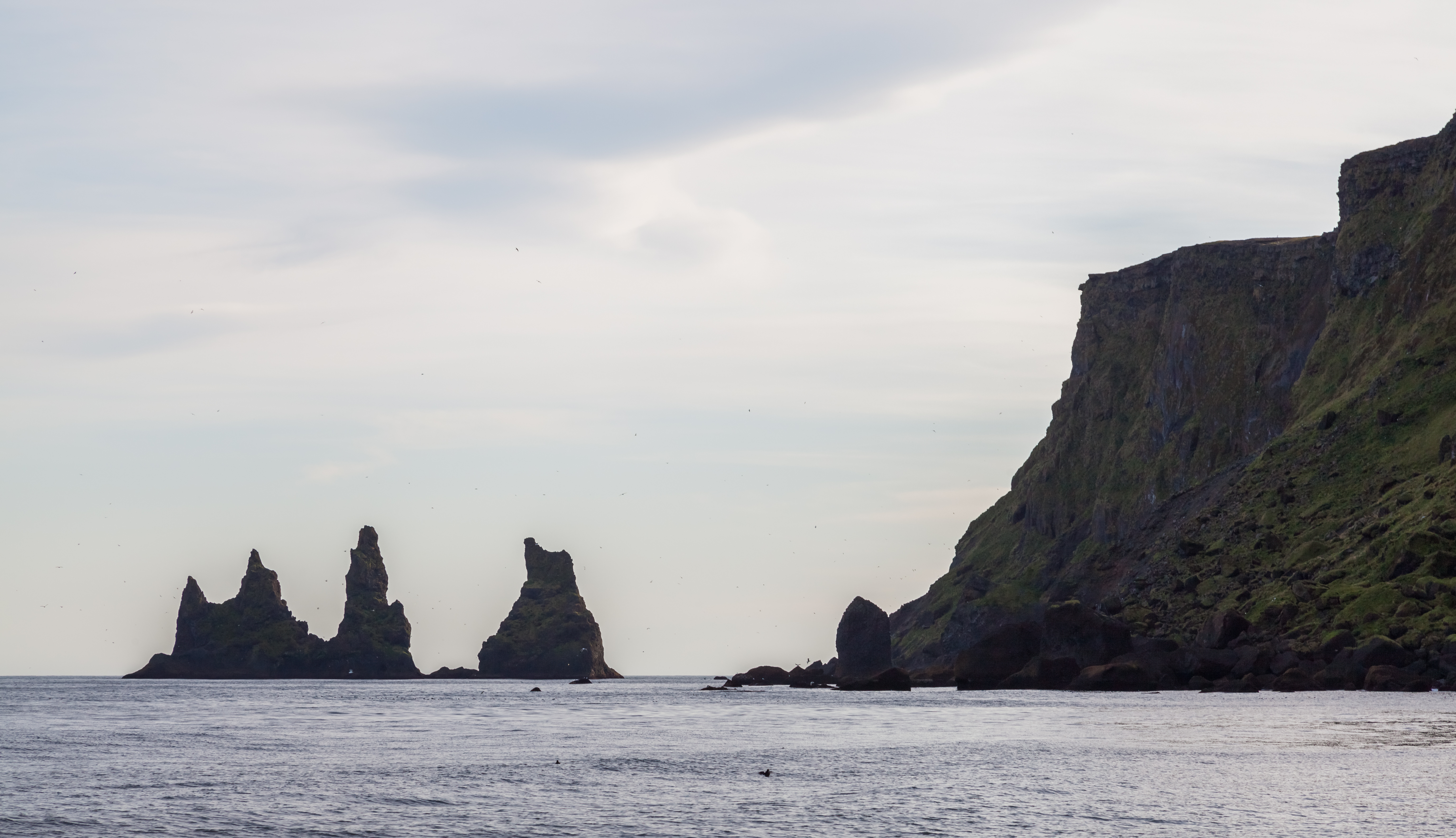
Рейнісдрангар

Рейнісдрангар (ісл. Reynisdrangar) — базальтові кекури, що знаходяться біля поселення Вік і Мірдал в Південній Ісландії. Кекури оточені Атлантичним океаном з одного боку та чорним піщаним пляжем з другого. У 1991 році Американський журнал Islands Magazine назвав цей пляж одним з найкрасивіших не тропічних пляжів на Землі.
За легендою, кекури утворилися, коли два тролі намагалися витягти трищогловий корабель на берег, що сів на мілину біля цього місця. Коли денне світло прорізалося через хмари, тролі перетворилися на кам'яні кекури.